# 오병욱
오병욱(吳炳旭, 일본식 이름: 岩城炳旭이와키 헤이쿄쿠, 1907년 11월 11일 ~ 1983년 1월 15일)은 일제강점기의 경찰로, 본적은 충청북도 청주시 상당구 사천동이다.

## 생애
1928년 3월 3일 미원농업보습학교(米院農業補習學校)를 졸업했다. 1930년 1월 31일 조선총독부 도순사로 임명되었고 평안북도 박천경찰서(1930년 5월 31일 임명)와 평안북도 신의주경찰서(1932년 3월 31일 임명), 평안북도 위원경찰서(1932년 10월 5일 임명 ~ 1937년 퇴임)에서 순사로 근무했다.
평안북도 위원경찰서 순사로 재직 중이던 1932년부터 1934년까지 국경 경비 업무를 맡았으며 당시 동만주(東滿洲) 일대에서 활동하던 항일 무장 세력에 대한 무력 탄압과 일본군의 군수품 수송 업무에 협조했다. 1934년 3월 1일 만주국 정부로부터 건국 공로장을 받았으며 1934년 4월 29일 만주사변에 대한 공로를 인정받아 일본 정부로부터 만주 사변 종군 기장과 하사금 40원을 받았다.
1934년 7월 25일 일본의 만주 사변 1차 행상에서 공로 을(功勞 乙)에 상신되었고 1935년 10월 7일 일본 정부로부터 공로 병(功勞 丙)을 받았다. 1936년 7월 10일부터 1937년 7월 6일까지 평안북도 위안경찰서 특별경비대 제2분대원으로 근무하는 동안 항일 무장 세력과 여러 차례 교전을 벌이는 한편 항일 무장 세력 검거와 무기 압수에 협조했다.
1936년 8월 27일 일본 정부로부터 경찰 관리 공로 기장을 받았고 1937년 평안북도 위원군 송주(松楱)출장소에서 근무했다. 1937년 7월 7일 일본 정부로부터 훈8등 서보장을 받았으며 1939년 일본의 만주 사변 3차 행상에서 훈공 갑(勳功 甲)에 상신되었다.
1940년 충청북도 순사로 근무했으며 같은 해에 열린 일본 기원 2600년 축전 기념 행사에 초대되기도 했다. 광복 이후인 1949년 반민족행위특별조사위원회에 체포되었지만 나중에 보석으로 풀려났다. 친일반민족행위진상규명위원회가 발표한 친일반민족행위 705인 명단에 포함되었다.

## 참고자료
- 친일반민족행위진상규명위원회 (2009). 〈오병욱〉. 《친일반민족행위진상규명 보고서 Ⅳ-10》. 서울. 166~175쪽.